# 龍捲風攻擊機
狂风攻击机（Panavia Tornado），是一款由意大利、英国和聯邦德國联合开发和制造的双引擎可变后掠翼多用途战机系列，主要有三种型號：IDS（阻絕/攻擊）战斗轰炸机、ECR（电子战/侦察）对敌防空压制戰機和ADV（防空型）截击机。由帕那維亞飛機公司（Panavia Aircraft GmbH）开发和製造，该公司是由英國宇航（前英国飞机公司）、西德MBB和意大利阿藍尼亞航太组成的三国联合体。 
狂风攻击机于1974年8月14日首飞，并于1979年到1980年投入使用；由于其多重用途设计，使它能够在采购国空军中取代几种不同的飞机机队。除三个原始伙伴国外，沙特阿拉伯皇家空军成为其唯一的出口用户。三国合作的龍捲風培训与评估机构位于英国皇家空军的科提斯摩爾基地（RAF Cottesmore），在生产阶段结束后，该机构继续保持国际间的合作。 
在1991年波斯灣戰爭期间，英国皇家空军、意大利空军和沙特阿拉伯皇家空军都使用了狂风攻击机，完成了多次低空穿透打击任务。在前南斯拉夫地区的波士尼亚战争、科索沃战争等武装冲突及利比亚内战期间，狂风攻击机都扮演了多种角色。阿富汗、也门和叙利亚冲突中，狂风攻击机也负责了一些支援任务。
包括所有型号在内，狂风攻击机一共被製造了992架，仍在服役的戰機都已計劃由台风战斗机和F-35閃電II戰鬥機陸續替代。

## 開發過程

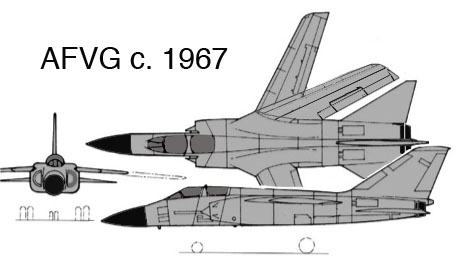
AFVG（Anglo French Variable Geometry）研發項目

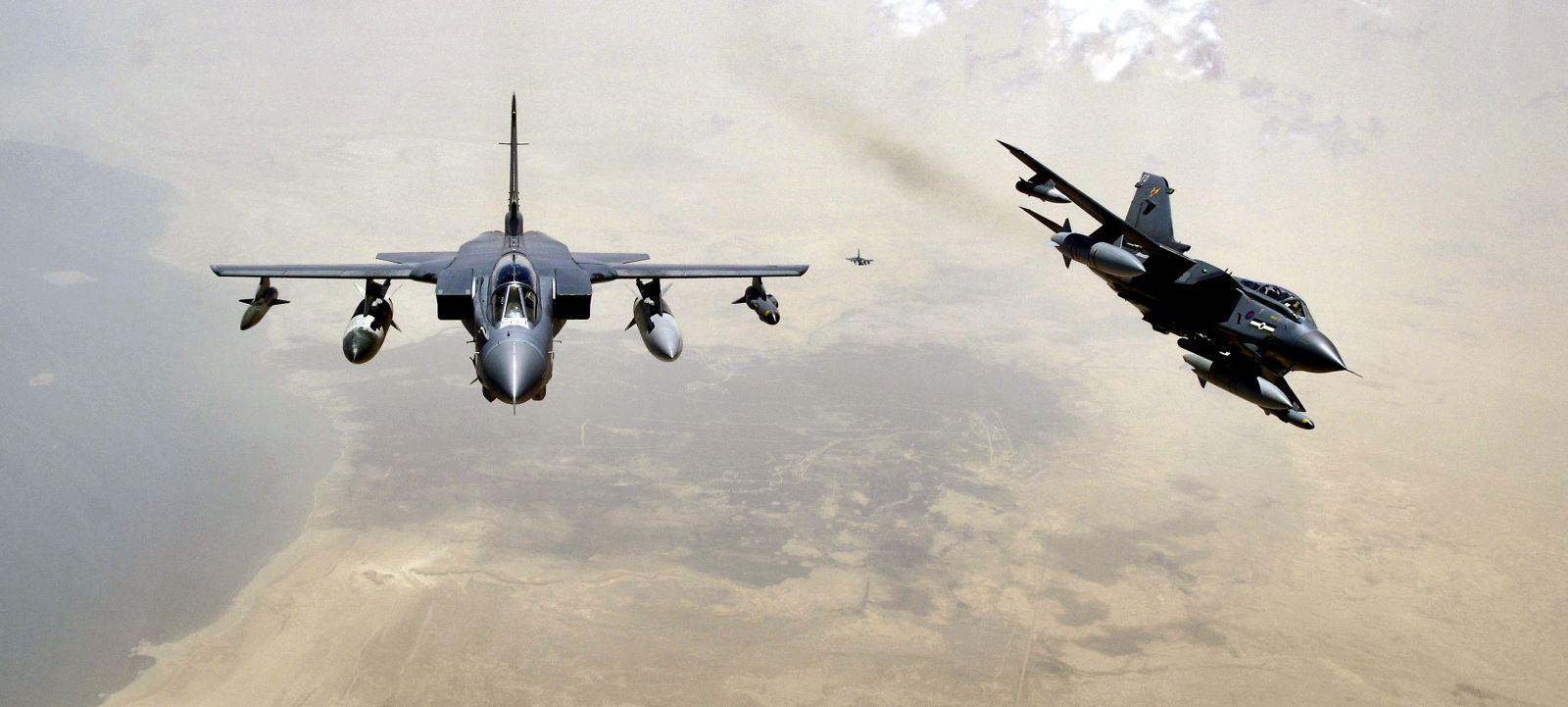
617分隊的英國龍捲風攻擊機進行空中加油演練

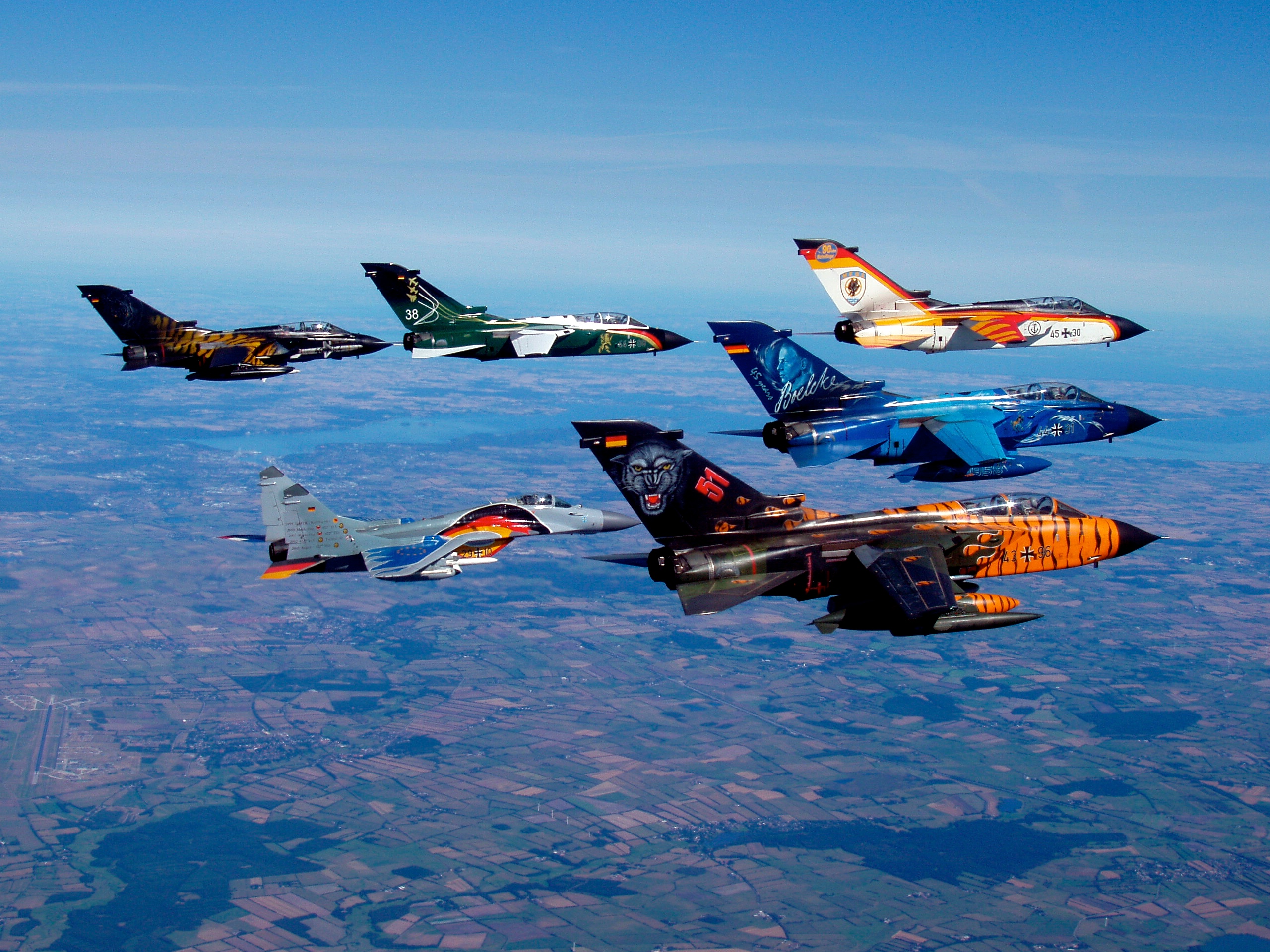
龍捲風攻擊機飛行表演（2003年）

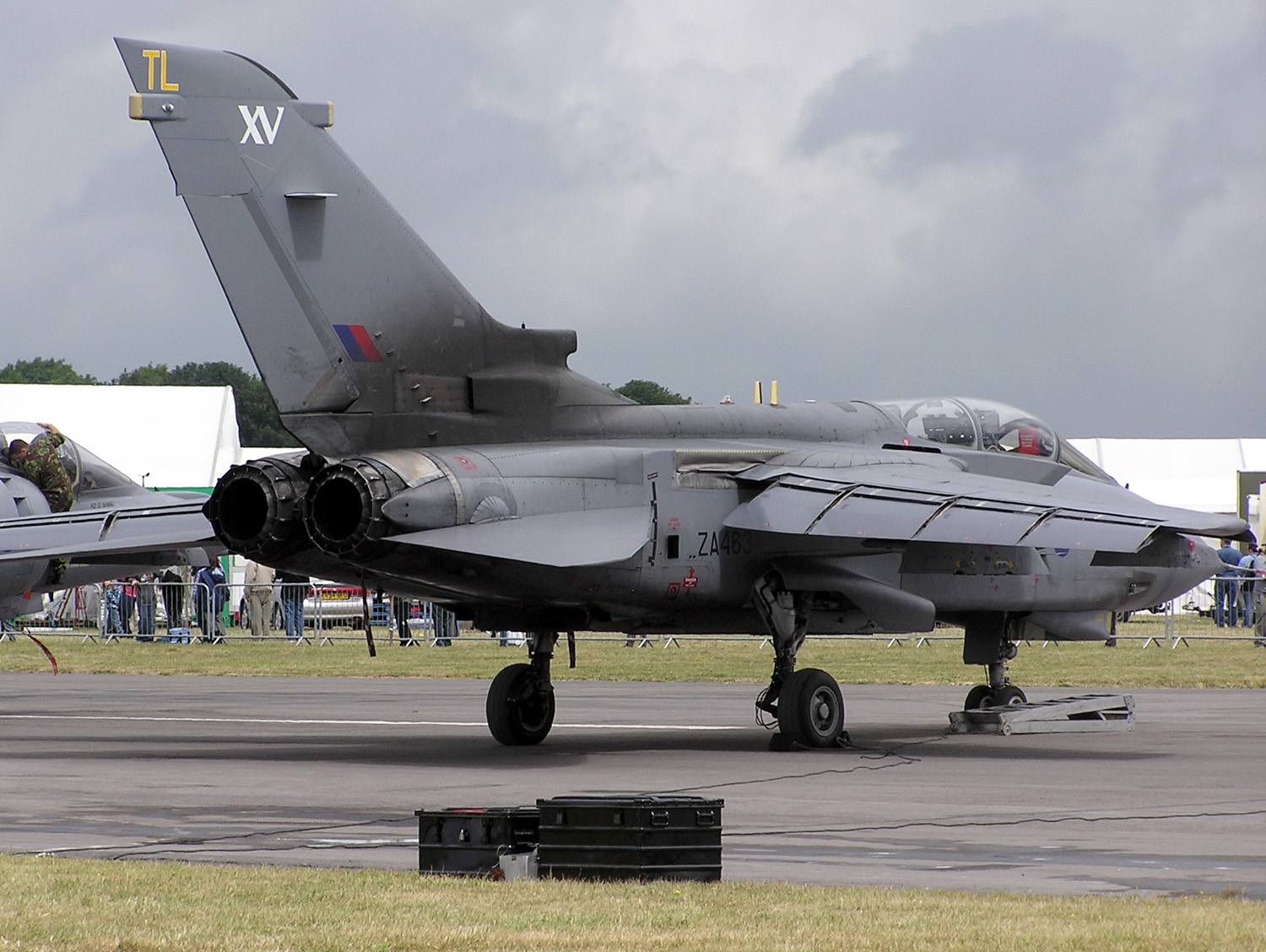
英國皇家空軍龍捲風ZA463，可以看見巨大的機尾特徵

在60年代期間，航空設計師對不穩定的幾何設計下的操縱性技術有長足進展；且可變翼戰機的高效率巡航（Swept-Wing）速度設計也有所掌握，英國雖然在1960年代初終止了TSR-2轟炸機計畫轉向美國採購F-111K，但還需要取代火神式轟炸機與布莱克本掠夺者攻击机的機種。英國和法國於1965年創立AFVG（Anglo French Variable Geometry）研發項目，但在1967年時因法國退出而結束；但英國在計畫結束之後仍積極地尋找其它國家投入，以實現其研發目標。
1968年，西德、荷蘭、比利時、義大利和加拿大面對F-104的除役而組織了工作團體審查後繼的機型，此機型最初稱多用途航空器（英文：Multi Role Aircraft；缩写：MRA），後稱多用途戰機（英文：Multi Role Combat Aircraft；缩写：MRCA）。1968年英國參加了MRCA小組，並且簽定英國、西德和義大利三國間的協議備忘錄。欲用一種戰機替換所有的F-104G，且由英國和西德主導技術；按照備忘錄簽約前的期望，6國合作的開發案將可讓量產規模達到1,500架。然而1969年5月備忘錄正式簽訂換約前加拿大和比利時退出了工作組，加拿大退出的理由是因為大部分工程製造集中於歐洲本土，對本國產業幾無利基；比利時則是接受法國的建議採購幻象5型戰鬥機，是否需要其它新戰機在國內出現爭議。
四個殘餘的夥伴國家——英國、西德、義大利和荷蘭在1969年3月26日合資成立帕那維亞飛機公司，研發新飛機；就MRCA概念的初始要求，旨以研發一型可實施戰術攻擊、偵察、防空和海上攻擊的機種，以求最大量產規模之利基。因此在初期有許多初步概念案供各國挑選—包括固定機翼、可變機翼、單引擎構造、雙引擎構造等，換言之，大部分技術特徵均未決定。由於飛機開發計畫複雜度過高，1969年7月荷蘭退出計畫，尋找其它設計概念較為簡單且機動性優秀的機型，荷蘭最後從美國引進F-16。雖然荷蘭退出後，但英國和西德接管荷蘭各42.5%股份，餘下15%義大利接管。工作生產範圍確立——前機體和尾巴在英國，中心機體在西德，翼在義大利。另外一個獨立的合資財團「Turbo聯合」（Turbo-Union）在1970年6月建立為發展和製造RB199引擎，其股份歸屬相似MRCA有40%給勞斯萊斯，40%給MTU，20%給飛雅特。 
在項目定義階段的結論在1970年5月出爐，概念剔除了二個設計案；西德最初更喜歡同時生產單座Panavia 100和雙座位Panavia 200設計案和後來會成為龍捲風的皇家空軍可變翼設計案共三種飛機。
但這時機型單一化成為其他國家的共同結論，因為可以有效減低成本，但皇家空軍此時決定更需要一種空優戰鬥機，於是創立名為F2的變形機型，這等於要強力主導全部設計，引起西德極大不滿；雖然和德國的會談初期嚴重破裂，但它的缺點迅速折衷成了F3型以符合所有國家的需求，但龍捲風由於本身的較偏向對地打擊設計，機動性相比起同期的第四代戰鬥機則較差，所以為皇家空軍衍生的ADV實際上是一款攔截機。

## 機種型號

### 龍捲風IDS
龍捲風阻絕/攻擊（Interdictor/Strike）型是針對攻擊地面目標設計生產的。IDS行於1976年7月開始生產，英國取得的編號為GR.1，德國，義大利以及外銷到沙烏地阿拉伯的則仍沿用IDS的稱呼。英國與其他國家的第一種龍捲風的差異僅在少數次系統上，其他系統設備則大致相同。
在可以使用的武器上，英國的龍捲風多配屬自己發展的系統，與德國和義大利IDS有所區別。最明顯的地方是掛載在機翼下的電子作戰系統。英國的IDS使用BOZ-107與Sky Shadow，德國的則是使用BOZ-101與Cerberus II，III或IV型電子干擾夾艙。

#### 龍捲風GR1
這是英國接收的第一種龍捲風阻絕/攻擊型。這些IDS也曾參加過沙漠風暴作戰，攻擊各種伊拉克的地面目標。
一部分GR.1經過改裝，可以攜帶英國設計生產的ALARM反輻射飛彈，成為用於對敵防空壓制任務的野鼬機種。這些可以攜帶ALARM飛彈的龍捲風又被稱為尋路者（Pathfinder）。
最初服役的龍捲風GR.1雖然可以攜帶與投擲雷射導引炸彈，可是欠缺雷射導引的能力，需要依靠掠夺者攻击机的協助，方能執行任務。英國皇家空軍計畫使用GEC Ferranti公司生產的熱影像空載雷射標定器（Thermal Image Airborne Laser Designator，TIALD）夾艙為龍捲風GR.1添加雷射導引功能，能夠使用這種夾艙的飛機被稱為GR.1 TAP。第一次試飛於1988年1月開始，到了1990年12月，由於意識到英國需要派遣軍隊前往中東，參與收復科威特的任務，英國國防部基於試飛計畫已經進入後期階段，打算加速完成系統驗證的過程，可是評估結果認為相關的軟體重寫需時6個月，無法配合佈署的需要。GEC Ferranti與姊妹公司EASAMS通力合作，在六個星期內將軟體改寫，測試完畢，從11月19日開始，到1991年1月14日（第27個工作天）順利進行試飛，2月2日成功執行實彈投擲，摧毀目標。
改裝過後的4架龍捲風於2月6日抵達沙烏地阿拉伯的King Faisal空軍基地，歷經數日熟悉飛行之後，2月10日TILAD夾艙正式上場，轟炸伊拉克的加固機堡，跑道與機場相關設施。2月19日轟炸伊拉克位於Ubaydah Al Jarrah的彈藥庫，引發劇烈爆炸，覃狀雲直升1萬5千英呎高空，一些新聞報導誤植為核子武器爆炸的結果。

#### 龍捲風GR1A
英國的GR1與最初設計需求間的差異，在於缺少適合的偵察系統，GR.1A是以現有的機體，加上內置的偵察系統，來滿足這個缺口。1982年英國開始這項改良計畫，由BAe公司主導發展與整合一套紅外線數位偵測系統，安裝在機鼻下方。早期型GR.1A的機鼻兩側並未加裝機砲系統，但後來晚期型的GR.1A則予以加裝。GR.1A的數位偵察系統無需使用傳統的膠片，在情報處理與傳遞上比過去快很多，也允許在飛行途中修改或者是觀看錄取的影片。
除了偵察設備之外，GR.1A保有原先所具備的地對地攻擊能力。

#### 龍捲風GR1B
當冷戰結束之後，歐洲國家紛紛開始縮減國防開支和減少軍隊的數量。原先擔任海上打擊任務的掠夺者攻击机退役，駐紮於德國的英國GR1由兩個聯隊減為一個，剩下的飛機撤回英國，部分則用來填補加勒比海賊退役後留下的任務缺口。
其中26架來自第3生產批次，使用RB.199 Mk 103發動機的GR1在改裝之後，成為可以執行海上打擊任務的GR.1B。這些飛機主要是修改機內的彈藥管理電腦，以及加上可以移除的海鷹反艦飛彈的掛架。

#### 龍捲風GR4/4A
自從英國接收龍捲風攻擊機到冷戰結束時，已經多次根據任務的需要，改裝不同時期生產與接收的飛機。這個做法固然可以滿足任務上的需要，卻也導致許多飛機之間設備並不相同，或者是無法相容，對於維護與保養上，引發許多不必要的繁雜與問題。此外，英國在冷戰結束前基於自身國防與戰略需求，希望將龍捲風改裝為僅須透過被動導引系統，就可以執行長程低空穿透打擊任務。這項需求與同樣使用IDS的德國與義大利有不小的差異，於是英國就透過中期壽命提升計畫（MLU），一舉達到統一GR.1A/1B的系統設備，引入新設備，提升作戰能力等目的。
自GR.1升級的為GR.4，自GR.1A升級的，仍保有原先的偵察系統，編號為GR.4A。

### 龍捲風ECR
龍捲風電子戰/偵察（Electronic Combat/Reconnaissance）型為德國使用的型號，最初是用取代擔任偵查任務的RF-4E與RF-104G，收後德國空軍決定增加擔任獵殺敵方防空系統的能力，這些飛機可以攜帶美國高速反輻射飛彈（HARM）。除此之外，德國空軍使用的IDS從第5批次之後也可以發射HARM，不過ECR還另外增加德州儀器公司設計生產的電磁訊號偵測系統，能夠對任務地區發射電磁訊號的系統加以定位與追蹤。

### 龍捲風ADV

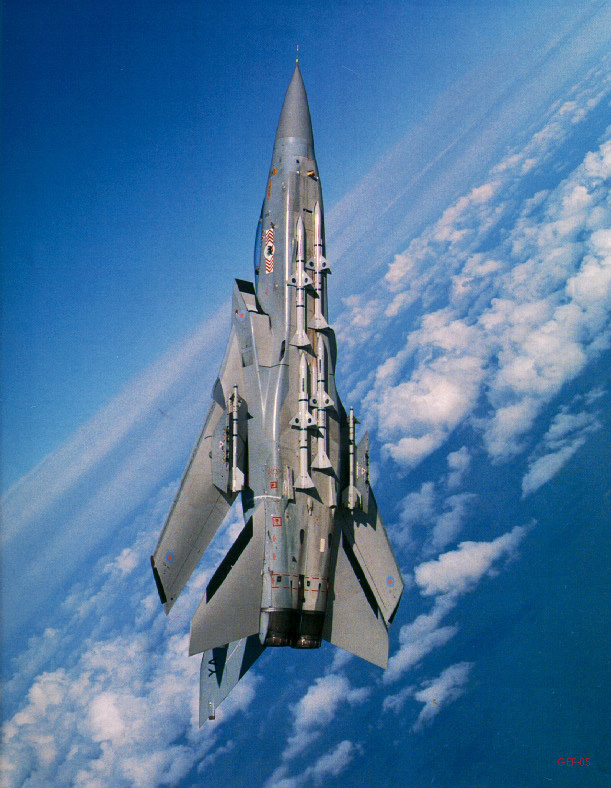
正在大角度爬升的龍捲風ADV，機腹下掛載有四枚天閃空對空飛彈

龍捲風防空型（Air Defence Variant）專責防空任務。ADV的設計需求起自英國在1971年發布的空軍參謀目標395號（Air Staff Target 395）文件中，這架飛機需要能夠在距離機場300到400英里以上的範圍，執行戰鬥空中巡邏（Combat Air Patrol，CAP）任務，使用機上的雷達，或者是地面戰管雷達提供的資料，攔截低空高速的威脅。ADV可在遠離英國本島的外海上攔截具威脅性的敵機，例如蘇聯的Tu-22轟炸機，同時具備惡劣天候下的作戰能力，機上掛載衍生自麻雀飛彈的天閃空對空飛彈，具有中距離接戰能力。這款攔截機主要取代在皇家空軍服役的閃電戰鬥機與F-4戰鬥機。
由於這項設計需求的特殊性，參與龍捲風計畫的3個國家當中，僅有英國購買防空型。

#### 龍捲風F2
F2是第一款量產的防空型龍捲風。這一型欠缺很多原先計畫用有的性能或裝備：發動機使用與IDS相同，推力較低的RB 199 Mk 3，沒有自動調整機翼後掠角的功能，以及僅有攜帶機翼下兩枚響尾蛇飛彈的能力。此外，連同龍捲風ADV一起服役的獵狐人（Foxhunter）雷達在研發過程中遭遇許多問題，最初服役的F2有部分飛機是沒有空戰專用的大型雷達的。
F2有其中16架在使用平均250飛行小時後就被轉入儲存狀態。1993年皇家空軍打算將其中12架銷毀，稍後這項決定被終止，這些飛機的中段機身被使用於修復被維修承包商損毀的F3。至於其他的F2受到部隊數量裁減，加上安曼棄訂的8架F3進入皇家空軍服役，並沒有改良至F2A的標準。

## 開發及服役史
- 1971
  - 9月 - 意向書（ITP）三國簽署。
  - 9月27日 - RB199引擎測試。
- 1974
  - 8月14日 - P01原型機於德國首飛。
  - 10月30日 - P02原型機於英國首飛。
- 1975
  - 帕那維亞公司以龍捲風IDS戰機，入標日本航空自衛隊第三次F-X採購案，但在第一輪競標即被淘汰[1]。
  - 12月5日 - P05原型機於意大利首飛。
- 1976
  - 7月29日 - 第一梯次量產機下單。
  - 11月 - 帕那維亞公司以龍捲風攻擊機，入標澳洲皇家空軍第四代戰機採購案，但由於空對空作戰能力有限，於第一輪競標即被淘汰[2]。
- 1978
  - 2月 - 帕那維亞公司以龍捲風攻擊機，入標加拿大皇家空軍戰機採購案，但由於報價過於高昂而被淘汰[3]。
- 1979
  - 6月5日  - 第一架龍捲風IDS交貨給英國皇家空軍。
  - 6月6日  - 第一架龍捲風IDS交貨給德國。
  - 8月9日  - 第一架龍捲風ADV生產完成。
- 1981

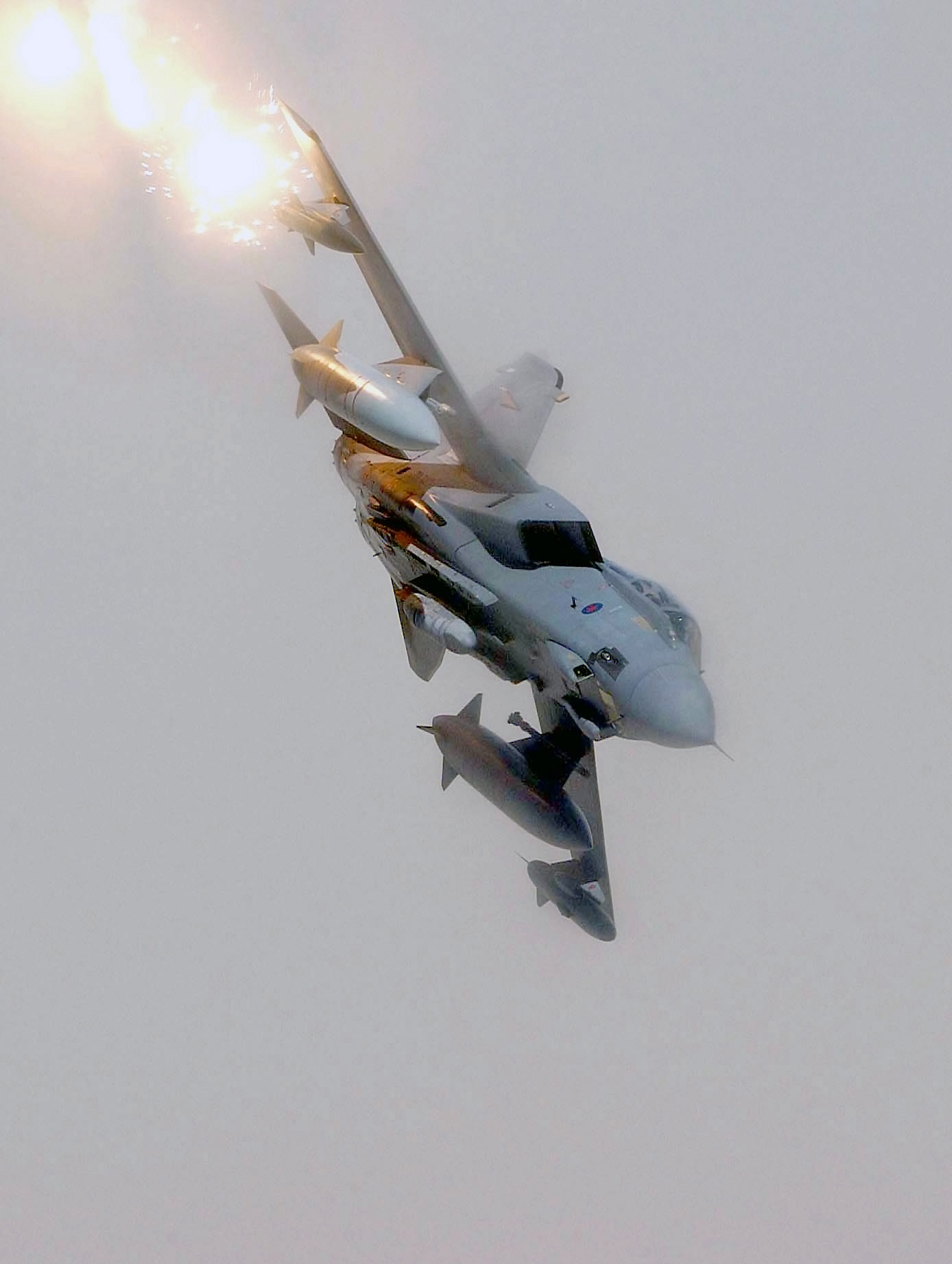
一架英國龍捲風GR.4於2004年伊拉克戰爭放出热诱（或干扰箔条）弹

- - 1月29日 - 三國龍捲風飛行員培訓中心（TTTE）於英國開始營運。
  - 3月 - 帕那維亞公司以龍捲風攻擊機，入標美國空軍「提升型戰術戰鬥機」軍購計劃。但由於空對空作戰能力有限，加上並非美國國產飛機，於競標中被淘汰[4]。
  - 9月25日 - 第一架義大利的龍捲風IDS交貨。
- 1984
  - 5月 - 英國國防部提出龍捲風升級案。
  - 11月5日 - 第一架龍捲風F2過渡型交貨給英國。
- 1985
  - 7月11日 - 英國龍捲風GR1A偵查版首飛。
  - 9月25日 - 沙特阿拉伯通過鴿子I軍購案下訂48架龍捲風IDS及24架龍捲風ADV。
- 1986
  - 7月 - 帕那維亞公司以龍捲風IDS戰機，入標日本航空自衛隊FS-X輕中型戰鬥機採購案，但最後日本防衛廳引入以F-16為基礎，由美、日合製的F-2戰鬥機。
- 1987
  - 12月19日 - 第500架龍捲風交付予西德。
- 1989
  - 2月9日 - 第一架由沙特阿拉伯下訂的龍捲風交付。
- 1990
  - 阿曼因國內經濟不景，取消所有龍捲風訂單，已製成機材改為交付英國皇家空軍。
- 1991
  - 1月16日 - 義大利和60架英國龍捲風IDS參加Granby衝突行動，第一波攻擊科威特伊軍。反輻射飛彈和TIALD莢艙緊急加裝在英國的龍捲風IDS。然而有6架IDS型被擊落，尤其是使用JP233散灑炸彈轟炸跑道時，因為需要保存低空直線飛行，很容易被當時伊軍裝備的S-75飛彈、SA-3飛彈、SA-6飛彈或是高射砲打下。战后英国空军调查队取得了其中四架的残骸，还有两架找不到，其中一架殘骸中发现了英军炸弹的碎片，表明飞机是被自己投下的一枚提前爆炸的 1,000 磅炸弹碎片击中。
- 1992
  - 龍捲風F.3取代F-4幽靈式擔任福克蘭群島守備。
- 1993
  - 3月 - 龍捲風中程升級計畫（MLU）開始- 升級所有1989年出廠的機體。
  - 4月 - 英國龍捲風F3介入波士尼亞的戰鬥。
  - 5月29 - 龍捲風GR.4升級研發版首飛。
  - 6月 - 鴿子II軍購案契約簽訂- 48架IDS型賣給沙烏地阿拉伯
  - 大韓民國空軍表示有意下訂12架龍捲風ECR。
- 1994
  - 2月14日 - 第一架英國用龍捲風GR.1B海上攻擊版交貨。
  - 7月29日 - 英國簽署合約把GR1/GR1A/GR1B都升級成GR.4/GR.4A standard。
- 1995
  - 7月 - 英國出租給義大利的24架龍捲風F.3中第一架交機。
- 1996
  - 3月5日 - 英國廠商發表F.3"能力加強計畫"（CSP），升級成可以發射ASRAAM和AMRAAM先進空對空飛彈。
- 1997
  - 4月4日 - 第一架升級成GR.4開始，於同年十月31交貨。
- 1998
  - 第一架CSP升級的F.3服役。
  - 4月28日 - GR.4進入前線服役。
  - 9月24日 - 最後一架龍捲風新機生產完畢下線，是一架IDS型。
- 1999
  - 3月24日-6月10日 - 英德義三國的IDS參加聯合行動，進行北約空襲塞爾維亞行動。英和義的F3也有出動。
  - GR.4構型交貨完畢。
  - 暗影風暴飛彈測試和試飛開始。
- 2003
  - 3月-4月 - 伊拉克戰爭期間英國龍捲風GR.4和GR.4A扮演顯著角色，第一時間發射暗影風暴飛彈。
  - 3月23日 - 一架英國GR4被美國愛國者飛彈誤擊。兩人死亡。另一架F.3執行戰鬥巡邏任務直到四月中被擊落。
- 2004
  - 英國GR.4和GR.4A繼續在伊拉克擔任穩定任務。
  - 一些英國F.3捐贈給北約進行立陶宛的防空任務。
- 2009
  - 英國GR.4取代在2004起於阿富汗執行對地支援任務的海獵鷹戰機。
- 2014
  - 英国议会下议院于9月26日投票通过一项提案，授权政府对伊拉克境内的“伊斯兰国”武装进行空袭。
- 2018
  - 沙特加入葉門內戰後1月7日一架狂風被胡賽武裝游擊隊擊落。[5]
- 2020
  - 沙特2月14日一架狂風被葉門胡賽武裝游擊隊擊落。[6]

## 性能規格（龍捲風 GR4型）
基本信息
- 机组：2
- 長度：16.72米（54英尺10英寸）
- 翼展：13.91米（45英尺8英寸）
- 高度：5.95米（19英尺6英寸）
- 机翼面积：26.6平方（286平方英尺）
- 空重：13,890（30,622磅）[7]
- 总重：20,240（44,622磅）[8]
- 发动机：2台Turbo-Union RB199 Mk 103渦輪風扇引擎，每台43.8千牛頓（9,800磅力）推力 干推力，76.8千牛頓（17,300磅力） 带后燃器

性能
- 最大速度：2,400每小時（1,491英里每小時；1,296節）
- 最大速度：2.2馬赫
- 戰鬥航程：1,390[9]（864英里；751海里）
- 转场航程：3,890（2,417英里；2,100海里）
- 升限：15,240（50,000英尺）
- 爬升率：77每秒（15,100英尺每分鐘） [10]
[查证请求]
- 翼载：767每平方（157磅每平方英尺）
- 推重比：0.77

武器

- 機槍：1 × BK-27機炮
- 外挂点：机身下3个，每边机翼下各2个, inner-wing pylon滑軌各2个 合計9个 规定携带以下物品的组合：
  - 飛彈：

    - AIM-9響尾蛇飛彈或AIM-132 ASRAAM飛彈
    - 硫磺石導彈（英语：Brimstone (missile)）
    - 暴风影导弹
    - ALARM反輻射飛彈

  - 炸彈：

    - 500磅（230） 宝石路IV激光制导炸弹
    - 1,000磅（450） 鋪路者 II式
    - 2,000磅（910） GBU-24鋪路三式激光制導炸彈
    - BL755（英语：BL755）集束炸彈
    - JP233（英语：JP233）反跑道炸彈（英语：Anti-runway penetration bomb）
    - B-61或WE.177（英语：WE. 177）戰術核彈

  - 其他：副油箱

航電

- RAPTOR（英语：RAPTOR）偵照莢艙
- 拉斐爾LITENING（英语：AN/AAQ-28 Litening）瞄準夾艙 或
- TIALD（英语：TIALD）雷射導引夾艙
- 通用電氣天影（英语：Sky Shadow (radar jammer)）電戰反制莢艙
- BOZ反制莢艙（英语：BOZ counter-measures pod）